# Ghetto Dębica
Das so genannte Ghetto Dębica war ein deutsches Sammellager während des Zweiten Weltkriegs im Rahmen von deren Judenverfolgungen (Schoah / Holocaust). Es befand sich am nördlichen Stadtrand von Dębica nahe dem Bahnhof.  Es wurde von den deutschen Besatzern Polens am 1. Januar 1942 errichtet, ab Sommer wurden die Menschen zur Ermordung deportiert und die dann noch lebenden Gefangenen ab dem 1. März 1943 liquidiert, ermordet. Insgesamt lebten im Raum Dębica 15.000 Juden, von denen 12.000 im Sommer 1942 ins Vernichtungslager Belzec deportiert wurden. Das deutsche Vernichtungslager gehörte zur so genannten Aktion Reinhardt der NSDAP. Im Ort gab es ferner mehrere Zwangsarbeitslager, darunter eines für Bahnarbeiten.
Allein in Dębica lebten 2200 Juden, doch stammten viele Gefangene in dem Sammellager auch aus den umliegenden Ortschaften. Mehrere hundert Personen wurden bei der Auflösung des Ghettos Rozwadow hierher gebracht.
Heute sind im Ort noch ein jüdischer Friedhof und ein Synagogengebäude erhalten. In der ehemaligen Synagoge wird ein Elektronikgeschäft betrieben.